# Amphiscepa nodosa
Amphiscepa nodosa är en insektsart som först beskrevs av Leopold Melichar 1906. 
Amphiscepa nodosa ingår i släktet Amphiscepa och familjen sköldstritar. Inga underarter finns listade i Catalogue of Life.